# 1984 Tour
Il 1984 Tour è stato un tour musicale dei Van Halen svolto nel 1984 a supporto del sesto album in studio della band, 1984.
Il tour, considerato uno dei migliori del gruppo, fu suddiviso in due tappe: una prima tappa da 100 concerti, svolta tra Stati Uniti e Canada, e a seguire 5 date europee nell'ambito del festival Monsters of Rock (il cosiddetto Monsters of Rock Tour 1984).
Il tour fu anche l'ultimo a vedere la partecipazione di David Lee Roth fino al Van Halen 2007–2008 North American Tour.

## Scaletta
1. Unchained
2. Hot for Teacher
3. Drum Solo
4. On Fire
5. Runnin' with the Devil
6. Little Guitars
7. Cathedral
8. House of Pain
9. Bass Solo
10. Jamie's Cryin'
11. I'll Wait
12. Everybody Wants Some!!
13. Girl Gone Bad
14. 1984
15. Jump
16. Guitar Solo
17. (Oh) Pretty Woman
18. Panama
19. You Really Got Me
20. Ain't Talkin' 'bout Love
21. Happy Trails
22. Ain't Talkin' 'bout Love (Reprise)